# Christelle Chobet
Pas d'image ? Cliquez ici

a Compétitions nationales et continentales officielles uniquement.

b Matchs officiels uniquement.
Dernière mise à jour le 19 février 2010.
Christelle Chobet , née le 22 avril 1986 à Narbonne, est une joueuse internationale française de rugby à XV occupant le poste de pilier. Elle joue en Équipe de France de rugby à XV féminin et avec le RC Lons de 2012 à 2014. Elle intègre l'équipe de l'USA Perpignan en 2014.

## Biographie
Christelle Chobet évolue au RC Lons, club de la banlieue de Pau qu'elle rejoint l'été 2011 après avoir quitté l'USA Perpignan avec qui elle participe à quatre finales successives du Top 10 entre 2008 et 2011, avec trois titres de championne de France et à la suite de la relégation du Club de Lons en championnat Armelle Auclair, elle décide de retourner à Perpignan.

Anciennement employée de la mairie de Pollestres, aux espaces verts, elle travaille professionnellement en tant qu'auxiliaire ambulancière depuis son arrivée dans le Béarn.

## Palmarès
- Championne de France en 2008, 2010, 2011 avec l'USA Perpignan[1] et en 2012 avec le RC Lons.

## Statistiques en équipe de France
- 12 sélections en Équipe de France de rugby à XV féminin[1].
- Participations au Tournoi des Six Nations féminin
- Participation à la Coupe du Monde 2014 : 3e